# Кулом-э-Маркени
Куло́м-э-Маркени́ (фр. Coulommes-et-Marqueny) — коммуна во Франции, находится в регионе Шампань — Арденны. Департамент коммуны — Арденны. Входит в состав кантона Аттиньи. Округ коммуны — Вузье.
Код INSEE коммуны — 08134.
Коммуна расположена приблизительно в 175 км к востоку от Парижа, в 60 км севернее Шалон-ан-Шампани, в 39 км к югу от Шарлевиль-Мезьера.

## Население
Население коммуны на 2008 год составляло 94 человека.
| 1962 | 1968 | 1975 | 1982 | 1990 | 1999 | 2008 |
| ---- | ---- | ---- | ---- | ---- | ---- | ---- |
| 95   | 113  | 92   | 84   | 107  | 87   | 94   |

## Экономика
В 2007 году среди 55 человек в трудоспособном возрасте (15—64 лет) 41 были экономически активными, 14 — неактивными (показатель активности — 74,5 %, в 1999 году было 65,2 %). Из 41 активных работали 39 человек (24 мужчины и 15 женщин), безработными были 2 женщины. Среди 14 неактивных 4 человека были учениками или студентами, 7 — пенсионерами, 3 были неактивными по другим причинам.

## Достопримечательности
- Ферма Мальваль, где жил Поль Верлен

## Фотогалерея

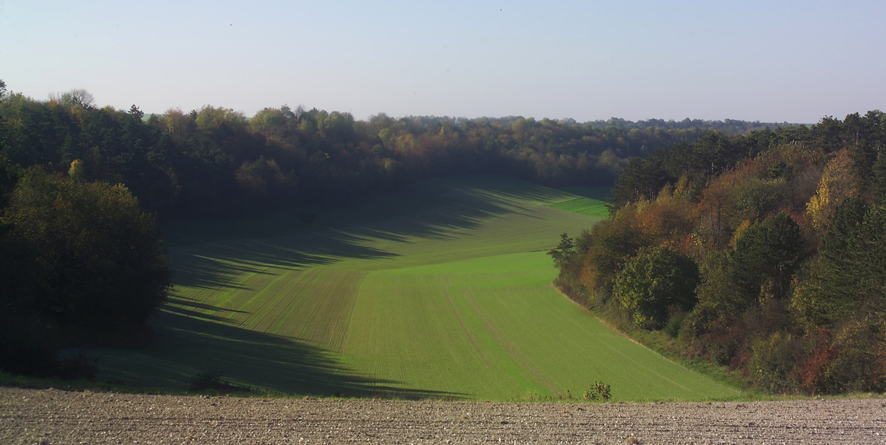
Кулом-э-Маркени
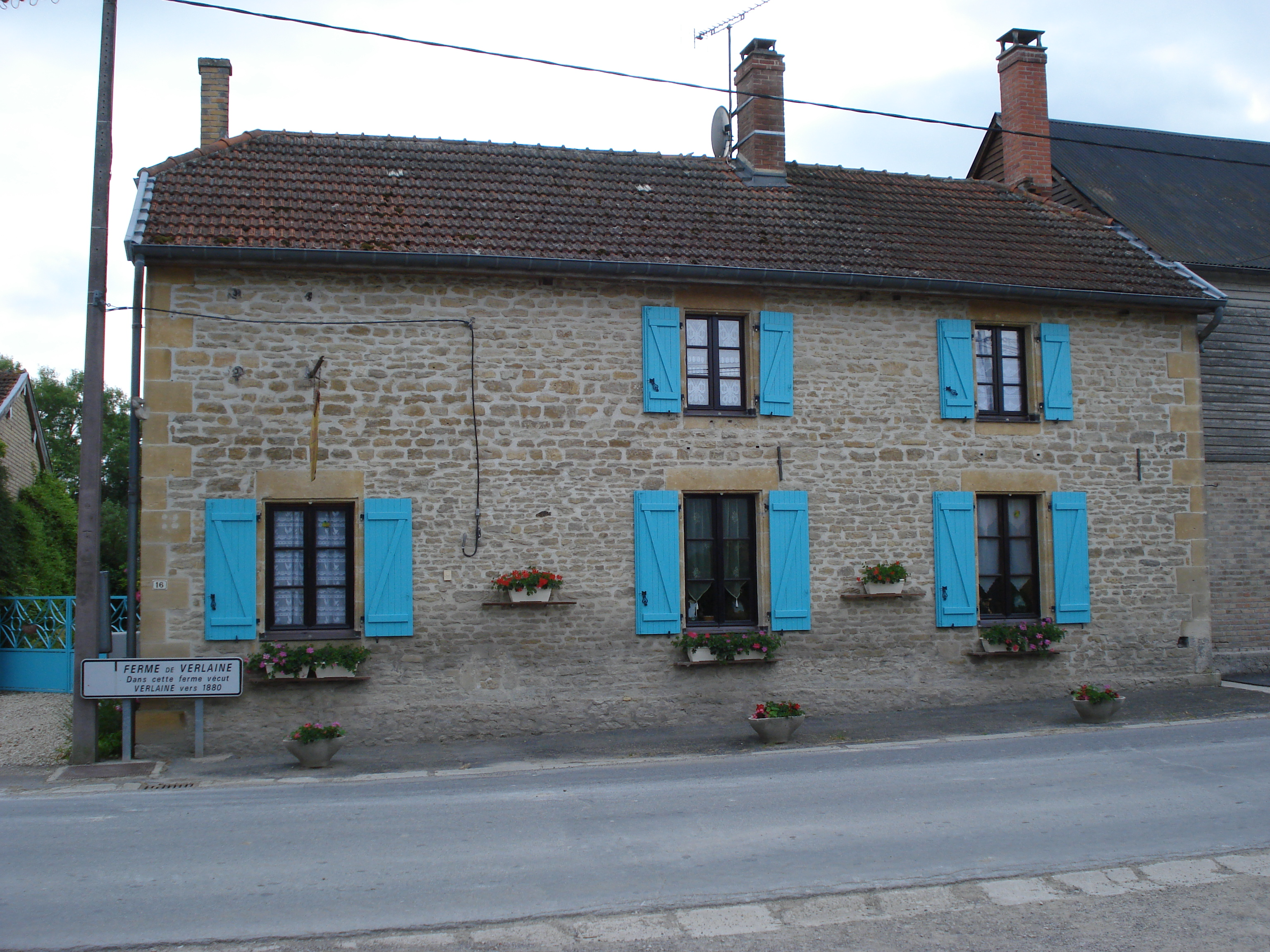
Ферма
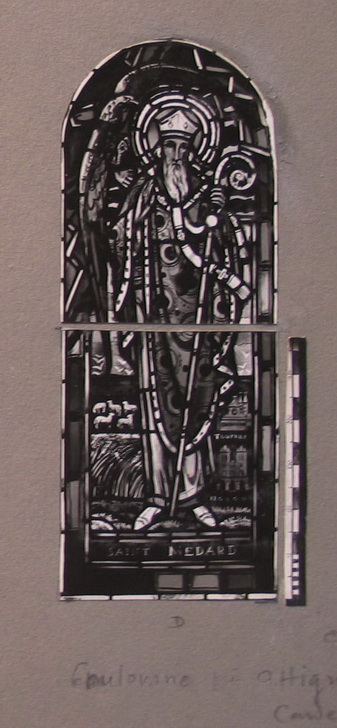
Витраж церкви
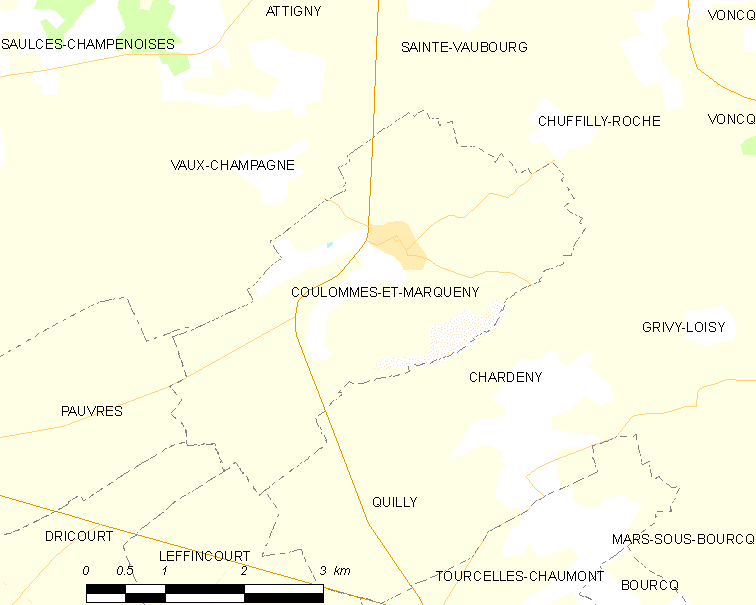
Карта коммуны